# Junovicz-Panzerwagen
Die Junovicz-Panzerwagen, die nach den Plänen des österreichisch-ungarischen Hauptmanns Junovicz gebaut wurden, waren ein Ergebnis von Versuchen, einen einheitlichen Panzeraufbau auf ein LKW-Fahrgestell zu montieren. Von 1915 bis 1917 wurden vermutlich fünf solcher Panzerwagen gebaut.

## Vorgeschichte
In den Jahren vor dem Ausbruch des Krieges beschäftigte sich österreichisch-ungarische Armee nicht mit gepanzertern Fahrzeugen – obwohl es entsprechende Ideen und Vorschläge wie das Burstyn-Motorgeschütz gab. Dieses wurde sowohl aus finanziellen Gründen als auch aus Desinteresse abgelehnt.
Während des Krieges wurden gepanzerte Fahrzeuge jedoch sehr bald benötigt, da Italien und Russland ebenfalls erste gepanzerte Fahrzeuge in Form eines Panzerwagen an den Fronten einsetzten.
Infolgedessen kam es ab 1915 unter Hauptmann Junovicz zur Umrüstung von LKW-Fahrgestellen – den Junovicz-Panzerwagen.

## Beschreibung

### Umbau
Der österreichisch-ungarische Hauptmann Junovicz hatte während des Ersten Weltkrieges die Idee, einen Panzeraufbau auf einem LKW-Fahrgestell zu montieren. Nach seinen Plänen wurden in den Jahren 1915 und 1916 die ersten drei Panzerwagen auf Lastkraftwagen von Fiat mit einer Leistung von 40 PS aufgebaut. Die Umbauten hatten einen 120-Liter-Tank. Sämtliche Fahrzeuge waren im Endeffekt einzigartig, da es sich um per Hand angefertigte Einzelstücke handelte. Der offizielle Name eines solchen Panzerwagens war Panzer Auto 1: P.A.1.
1917 wurden dann zwei weitere Lastkraftwagen, ein 36-PS-Wagen von Fross-Büssing und ein 34-PS-Wagen von Saurer, nach dem Einheitsmuster des Hauptmanns zu Panzerwagen umgebaut.

### Bewaffnung und Panzerung
Die so umgebauten Fahrzeuge wurden mit zwei bis drei Schwarzlose Maschinengewehre 07/12 HMG's bewaffnet, wobei eines der Maschinengewehre nach vorne und das andere nach einer der Seiten gerichtet wurde.
Die Panzerung der Junovicz-Panzerwagen war für ein solches Fahrzeug ausreichend: Die Frontpanzerung war 7 mm dick, die Seitenpanzerung 5 mm dick. Bei einer Besatzung von fünf Mann und einem Gesamtgewicht von etwa 4 Tonnen waren die Wagen mit Höchstgeschwindigkeiten von bis zu 35 km/h auch relativ schnell.

## Einsatz
Über den Einsatz der Junovicz-Panzerwagen im Ersten Weltkrieg ist nur wenig bekannt. Sie wurden bis 1918 von der österreichisch-ungarischen Armee zunächst am Balkan, dann auch in Russland eingesetzt. Im Jahr 1918 wurden zwei der Wagen neben einem Romfell, einem erbeuteten Lancia IZ und einem erbeuteten russischen Austin-Panzerwagen im Zuge des K.u.K. 1. Panzerautozuges an der Italienfront eingesetzt. Aufgrund des Terrains konnte der Zug jedoch nur sehr begrenzt verwendet werden.
Der gesamte Panzerautozug wurde dann in der Nähe von Udine in Reserve für eine Offensive stationiert und erlebte dort das Kriegsende. Über den weiteren Verbleib der Fahrzeuge ist nichts bekannt.